# Dorothea Minkels
Margret Dorothea Minkels (geboren 1950 in Bitburg) ist eine deutsche Autorin von Sachbüchern zur Geschichte Preußens und Berlins im 19. Jahrhundert.

## Leben
Dorothea Minkels besuchte das Gymnasium in Bitburg und studierte Chemie, Biologie (und Pädagogik) an den Universitäten Saarbrücken und der Universität Mainz. Sie arbeitete von 1972 bis 2008 als Realschullehrerin in Rheinland-Pfalz, Baden-Württemberg und Berlin. In dieser Zeit schrieb sie fachdidaktische Beiträge für pädagogische Fachzeitschriften wie Unterricht Chemie und Der Biologieunterricht.
Seit 1998 publiziert Minkels zu verschiedenen Aspekten der Geschichte Berlins in der Zeit vor und nach der Märzrevolution 1848 in Berlin.  Sie verfasste Beiträge in verschiedenen regionalgeschichtlich ausgerichteten Periodika sowie Monografien zu Friedrich-Ludwig Urban, Julius von Minutoli, Alexander von Minutoli und Elisabeth von Preußen als Books on demand.

## Schriften (Auswahl)
- Nawi-Praxis. Naturwissenschaftlicher Unterricht an einigen Beispielen nach dem Rahmenplan für Berliner Grundschulen. DeMi-Verlag, 2006 (Book on demand)
- 1848 ein Barrikadenheld. Aus dem Leben des Tierarztes Friedrich Ludwig Urban (1806–1879). Selbstverlag, Berlin 1998 (Book on demand).
- Zwischen Schloss und Alexanderplatz.  33 bedeutende Stunden in der deutschen Geschichte. DeMi-Verlag, Berlin 2001 (Books on Demand, Norderstedt), Neuauflage 2008, ISBN 978-3-8370-1589-8.
- Die historische Aussagekraft von Bildern am Beispiel der großen Barrikade am Alexanderplatz im Jahre 1848. In: Berlin in Geschichte und Gegenwart, Jahrbuch des Landesarchivs 2001, ISBN 3-7861-2414-0.
- Der Tierarzt Friedrich Ludwig Urban (1806–1879) – Berliner Barrikadenheld und Vermittler zwischen Volk und Krone. In: Helmut Bleiber, Walter Schmidt, Susanne Schötz (Hrsg.): Akteure eines Umbruchs. Männer und Frauen der Revolution 1848/49. Bd. 1. Berlin 2003, S. 871–919.
- 1848 gezeichnet. Der Berliner Polizeipräsident Julius von Minutoli. DeMi-Verlag, Berlin 2003 (Books on Demand, Norderstedt), ISBN 3-8334-0096-X.
- Julius von Minutoli (1804–1860) – Berliner Polizeipräsident im Revolutionsjahr 1848. In: Helmut Bleiber, Walter Schmidt, Susanne Schötz (Hrsg.): Akteure eines Umbruchs. Männer und Frauen der Revolution 1848/49. Bd. 2. Berlin 2007, S. 427–472. ISBN 978-3-931363-14-7.
- Elisabeth von Preußen: Königin in der Zeit des Ausmärzens. Books on Demand, Norderstedt 2007/2008, ISBN 978-3-8370-1250-7.
- Porträts der preußischen Königin Elisabeth in der Sammlung des Stadtmuseums Berlin. In: Jahrbuch Stadtmuseum Berlin 2004/2005, S. 278–304. ISBN 3-89487-529-1.
- Königin Elisabeth von Preußen (1801–1873) in Berlin. In: Berlin in Geschichte und Gegenwart. Jahrbuch des Landesarchivs 2009, ISBN 978-3-7861-2602-7.
- Preußens Königspaar Friedrich Wilhelm IV. und Elisabeth, die Fouqués und von Rochows, mit einem Anhang: Aus dem Briefwechsel Friedrich de la Motte Fouqués mit Kronprinz Friedrich Wilhelm und König Friedrich Wilhelm III. von Preußen 1820–1839. In: Jahrbuch der Fouqué-Gesellschaft Berlin-Brandenburg. Edition M&N, Dillenburg 2011, S. 5–124.
- Die Stifter des Neuen Museums Friedrich Wilhelm IV. von Preussen und Elisabeth von Baiern. Norderstedt 2012, ISBN 978-3-8448-0212-2.
- Reisen im Auftrag preussischer  Könige gezeichnet von Julius von Minutoli. Norderstedt 2013, ISBN 978-3-7322-7919-7.
- Alexander von Minutoli, der Gründer des 1. Kunstgewerbemuseums der Welt (1844). BoD, Norderstedt 2018, ISBN 978-3-7460-6982-1.
- Joachim S. Karig, Dorothea Minkels: Heinrich Menu von Minutoli und seine herausragende Familie. BoD, Norderstedt 2019, ISBN 978-3-7481-7568-1.
- (Hrsg.; Königin Elisabeth von Preussen Gesellschaft e. V., Berlin): Briefwechsel des Königspaares Friedrich Wilhelm IV. und Elisabeth von Preussen. Bd. 1: 1841–1842: Briefwechsel des Königspaares. BoD, Norderstedt 2014, ISBN 978-3-7322-9492-3.  Bd. 2: 1840-1843: Preussens erster moderner König. BoD, Norderstedt 2016, ISBN 978-3-7392-5467-8;  Bd. 3: 1844–1845. Der Industrie- und Kunstförderer & die Protektorin sozialer Einrichtungen. BoD, Norderstedt 2020, ISBN 978-3-7494-0294-6. Bd. 4: 1846. Probleme und progressive Ideen im Jahr 1846. Norderstedt 2024, ISBN 978-3-7583-0856-7.
- (Minutoli-Gesellschaft Berlin e. V. Hrsg.): Alexander von Minutoli, Daguerreotypist der familiären Kunst(gewerbe)-Sammlungen. Norderstedt 2021, ISBN 978-3-7534-1064-7.
- (Königin Elisabeth von Preussen Gesellschaft e. V., Hrsg.): Schlossbewohner und Berliner. Norderstedt 2022, ISBN 978-3-7562-0290-4.
- (Minutoli-Gesellschaft Berlin e. V., Hrsg.): Julius Menu von Minutoli (1804–1860) Dienstliche und private Korrespondenz von Europa bis Persien, Hamburg 2025, ISBN 978-3-8192-7936-2.